# カタトゥンボ川
カタトゥンボ川 （カタトゥンボがわ、スペイン語: Río Catatumbo、英語: Catatumbo River）は、コロンビア北部を流れベネズエラのマラカイボ湖に注ぐ川。コロンビアとベネズエラの国境の一部をなす。
カタトゥンボの多湿な森林地帯 (en) を流れ、やがてマラカイボの乾燥した森林地帯 (en) を経てマラカイボ湖に至る。
カタトゥンボの雷というこの地域で雷が多発する現象は最大 40キロメートル (25 mi) 離れても観測される航海上の道しるべともなっており、マラカイボの灯台としても知られている。まずこの川の河口付近で夜7時ごろから雷音のない稲光が1、2時間ほど続いたあとに一旦やみ、深夜1時を過ぎたころからマラカイボ湖の南の湖上で強い雷雨が発生し明け方まで続く。この気象現象は年間200日以上観測されるという。